# Sea Wolf (missile)

Il Sea Wolf è un missile SAM britannico di difesa antimissilistica di punto a corto raggio ed elevata velocità di reazione, completamente automatico, destinato all'impiego navale. Fu sviluppato dalla British Aircraft Corporation (BAC) a partire dal 1967, e divenne operativo nel 1979. Il Sea Wolf è un missile decisamente moderno, ma con ridotta gittata rispetto ad altri tipi come il RIM-7 Sea Sparrow.

## Storia
Il missile Sea Wolf ha avuto impiego con le fregate classe Type 22 e Type 23, e durante la Guerra delle Falkland ha abbattuto 4-5 aerei nemici. Quando funzionava correttamente e si innescava era micidiale anche contro aerei a volo radente, malgrado non fosse stato progettato per quell'impiego. Inizialmente veniva lanciato da batterie multiple, ma poi si è passati a impianti di lancio verticali a tubi. La sua gittata è approssimativamente di 10 km. Questo missile ha equipaggiato le fregate britanniche Type 22 e Type 23,  con una brillante carriera e un efficace impiego. Verrà sostituito, assieme al Sea Dart, dall'efficientissimo sistema PAAMS Aster, multifunzionale e con portata fino a 120 km, già armamento principale dei Cacciatorpediniere Type 45 che la Royal Navy ha in cantiere per sostituire i vecchi Type 42.